# Xiphidiopsis kinabaluana
Xiphidiopsis kinabaluana är en insektsart som beskrevs av Bei-bienko 1971. Xiphidiopsis kinabaluana ingår i släktet Xiphidiopsis och familjen vårtbitare. Inga underarter finns listade i Catalogue of Life.